# Wakaleo
Wakaleo is een geslacht van uitgestorven buidelleeuwen die in het Mioceen op het Australische continent leefden. Er zijn vier soorten beschreven.

## Soorten
Wakaleo schouteni was mogelijk de oudste soort. Schatting is dat het dier leefde in het Laat-Oligoceen en Vroeg-Mioceen in de bomen in regenwouden. Het dier was ongeveer ter grootte van een hond tot een luipaard.
Wakaleo oldfieldi leefde tijdens het Vroeg-Mioceen (23-20 miljoen jaar geleden). Fossiele vondsten zijn gedaan in de Tirariwoestijn in Zuid-Australië.
Wakaleo vanderleuri leefde ongeveer 18 tot 10 miljoen jaar geleden in het Mioceen. Deze buidelleeuw was ongeveer tachtig centimeter lang en dertig kilogram zwaar. Het was met het formaat van een luipaard een van de grotere roofdieren in de Australische bossen in zijn tijd. Net als andere buidelleeuwen had Wakaleo vanderleuri lange, scherpe snijtanden die uitstekend geschikt waren om vlees in stukken te snijden. Wakaleo vanderleuri joeg zowel op de grond als in de bomen. De lichaamsbouw wijst op een dier dat meer gebouwd was voor kracht dan voor snelheid. Fossielen van Wakaleo vanderleuri zijn gevonden bij Bullock Creek (Noordelijk Territorium) en Riversleigh (Noordwest-Queensland). In Riversleigh kwam de soorten samen voor met de kleinere verwanten Microleo en Priscileo.
Wakaleo alcootaensis uit het Laat-Mioceen (10 miljoen jaar geleden) was iets groter dan Wakaleo vanderleuri. Fossielen van deze soort zijn gevonden bij Alcoota Station in het Noordelijk Territorium.